# Still Not Getting Any...
Still Not Getting Any… — другий студійний альбом канадського поп-панк гурту Simple Plan. Виданий 26 жовтня 2004 року на Atlantic Records. Крім звичайної версії альбому у Азії була видана спеціальна версія під назвою Still Not Getting Any…Tour Edition. У цієї версії була змінена обкладинка альбому.

## Список пісень
Всі тексти та музика складені учасниками Simple Plan.
1. «Shut Up!» – 3:03
2. «Welcome to My Life» – 3:22
3. «Perfect World» – 3:53
4. «Thank You» – 2:55
5. «Me Against the World» – 3:14
6. «Crazy»  – 3:38
7. «Jump» – 3:11
8. «Everytime» – 4:03
9. «Promise» – 3:34
10. «One» – 3:22
11. «Untitled» – 4:00
12. «Perfect» (Live, Australian and Japanese Bonus Track) — 4:39

### Подвійне видання
Існує версія альбому з двома дисками, на першому записаний альбом, а на другому диску — додаткові бонусні матеріали (зокрема, тексти пісень, фото та інше).

## Чарти
Сингл — Billboard (Північна Америка)
| Рік  | Сингл                                     | Чарт                     | Позиції |
| ---- | ----------------------------------------- | ------------------------ | ------- |
| 2004 | «Welcome to My Life»                      | Billboard Hot 100        | 40      |
| 2004 | «Welcome to My Life»                      | Top 40 Mainstream        | 11      |
| 2004 | «Welcome to My Life»                      | Top 40 Tracks            | 21      |
| 2004 | «Welcome to My Life»                      | Los 40 Principales Spain | 1       |
| 2004 | «Shut Up!»                                | Billboard Hot 100        | 99      |
| 2004 | «Untitled (How Could This Happen to Me?)» | Billboard Hot 100        | 49      |
| 2004 | «Crazy»                                   | Billboard Hot 100        | --      |

| Чарт (2004–05)                                       | Найвища позиція |
| ---------------------------------------------------- | --------------- |
| Австралія Australian Albums (ARIA)                   | 6               |
| Австрія Austrian Albums (Ö3 Austria)                 | 5               |
| Бельгія Belgian Albums (Ultratop Flanders)           | 37              |
| Бельгія Belgian Albums (Ultratop Wallonia)           | 93              |
| Канада Canadian Albums (Billboard)                   | 2               |
| Нідерланди Dutch Albums (MegaCharts)                 | 32              |
| Франція French Albums (SNEP)                         | 12              |
| Німеччина German Albums (Offizielle Top 100)         | 16              |
| Італія Italian Albums (FIMI)                         | 18              |
| Mexican Albums (AMPROFON)                            | 9               |
| Нова Зеландія New Zealand Albums (Recorded Music NZ) | 5               |
| Іспанія Spanish Albums (PROMUSICAE)                  | 48              |
| Швеція Swedish Albums (Sverigetopplistan)            | 26              |
| Швейцарія Swiss Albums (Schweizer Hitparade)         | 22              |
| UK Albums (OCC)                                      | 101             |
| UK Rock & Metal Albums (OCC)                         | 8               |
| США Billboard 200                                    | 3               |

| Чарт (2004)              | Позиція |
| ------------------------ | ------- |
| Australian Albums (ARIA) | 84      |

| Чарт (2005)               | Позиція |
| ------------------------- | ------- |
| Australian Albums (ARIA)  | 16      |
| Mexican Albums (AMPROFON) | 22      |
| New Zealand Albums (RMNZ) | 50      |
| US Billboard 200          | 48      |

| Чарт (2006)          | Позиція |
| -------------------- | ------- |
| French Albums (SNEP) | 122     |

## Сертифікації
| Регіон | Сертифікація  | Продажі    |
| --- | ------------- | ---------- |
| Австралія (ARIA) | 2× Платиновий | 140 000^   |
| Бразилія (ABPD) | Золотий       | 50 000*    |
| Канада (Music Canada) | 4× Платиновий | 400 000^   |
| Франція (SNEP) | Золотий       | 100 000*   |
| Японія (RIAJ) | Золотий       | 100 000^   |
| Мексика (AMPROFON) | Золотий       | 50 000^    |
| Нова Зеландія (RIANZ) | Платиновий    | 15 000^    |
| Велика Британія (BPI) | Срібний       | 60 000     |
| США (RIAA) | Платиновий    | 1 000 000^ |
| *продажі, що базуються лише на сертифікаціях · ^відвантаження, що базуються лише на сертифікаціях · продажі+прослуховування, що базуються лише на сертифікаціях |               |            |